# Floh de Cologne
Floh de Cologne est un groupe de rock progressif allemand. Actif entre 1966 et 1983, il est aussi l'un des pionniers du krautrock. Malgré un succès relatif au début des années 1970, le groupe sombre dans l'anonymat à l'aube des années 1980, avant la séparation des musiciens en 1983.

## Biographie
Le groupe est formé en 1966 par un collectif d'étudiants anarchistes, tous issus de l'Université de Cologne. Dès le début, les musiciens mettent en avant leurs idéaux politiques, au point d'être considéré comme un groupe contestataire. Le premier album, Vietnam, sort en 1968, est une violente critique de la guerre du Viêt Nam. Le célèbre, mais très controversé Rolf Ulrich Kaiser, impressionné par leur musique et surtout leurs textes, décide de produire leurs deux albums suivants : Rockoper Profitgeier (1971) et Lucky Streik (1972).
L'ensemble de leurs albums contient de vives attaques, bien souvent tournées de façon humoristique, vis-à-vis de la politique et de la société de l'époque. Musicalement parlant, leur style est à classer dans le krautrock, malgré de nombreuses approches folk, psychédélique ainsi qu'un certain goût pour l'expérimentation.
Après avoir joué plus de 3 000 concerts en Allemagne, et en Europe, Floh de Cologne joue en mai 1983 sa dernière tournée. Ils jouent au Kölner Sporthalle le 17 mai 1983 et termine plus tard en jouant avec Hannes Wader, Dieter Süverkrüp, Franz-Josef Degenhard, Hanns-Dieter Hüsch, BAP et Ina Deter,.

## Membres

### Derniers membres
- Gerd Wollschon - chant, claviers
- Markus Schmidt - basse, violon
- Hans-Jorg « Hansi » Frank - batterie, claviers
- Britta Baltruschat - chant
- Dieter Klemm - chant, gestion

### Autres membres
- Theo König - saxophone, clarinette, harmonica (1972)
- Dick Städtler - basse, guitare (1969)
- Vridolin Enxing - claviers, basse, guitare, violoncelle (1973)

## Discographie
- 1968 : Vietnam
- 1970 : Fließbandbabys Beat-Show
- 1971 : Rockoper Profitgeier
- 1973 : Lucky Streik
- 1974 : Geyer-Symphonie
- 1974 : Mumien – Kantate für Rockband
- 1974 : Dieser Chilenische Sommer War Heiß
- 1975 : Tilt!
- 1977 : Rotkäppchen
- 1978 : Prima Freiheit
- 1980 : Koslowsky
- 1983 : Faaterland